# インドール-3-アセトアルデヒドオキシダーゼ
インドール-3-アセトアルデヒドオキシダーゼ（indole-3-acetaldehyde oxidase, AO1）は、トリプトファン代謝酵素の一つで、次の化学反応を触媒する酸化還元酵素である。
インドール-3-アセトアルデヒド + H2O + O2 {\displaystyle \rightleftharpoons } インドール-3-酢酸 + H2O2
反応式の通り、この酵素の基質はインドール-3-アセトアルデヒドと水と酸素、生成物はインドール-3-酢酸と過酸化水素である。補因子としてFADとヘムとモリブデンを用いる。
組織名は(indol-3-yl)acetaldehyde:oxygen oxidoreductaseで、別名にindoleacetaldehyde oxidase, IAAld oxidase, indole-3-acetaldehyde:oxygen oxidoreductaseがある。